# Mad (huyện)
Mad là một huyện (muang, mường)  thuộc tỉnh Viêng Chăn ở trung Lào.